# ممثلية المكسيك في فلسطين
ممثلية المكسيك في رام الله هي الممثلية الدبلوماسية العُليا المكسيكية لدى دولة فلسطين. تأسست الممثلية في يوليو 2005 في مدينة رام الله ثم انتقل مقرها لاحقًا إلى مدينة البيرة،

## الممثلون
| الترتيب | رئيس البعثة الدبلوماسية | تاريخ الاعتماد الدبلوماسي | تاريخ الانتهاء | رئيس المكسيك | رئيس دولة فلسطين | ملاحظات                                                         |
| ------- | ----------------------- | ------------------------- | -------------- | ------------ | ---------------- | --------------------------------------------------------------- |
| 1       | فرانسيسكو ألا نسكو      | 5 سبتمبر 2005             |                |              | محمود عباس       |                                                                 |
|         | سيرخيو سييرا بيرنال     |                           | سبتمبر 2018    |              | محمود عباس       |                                                                 |
|         | بيدرو بلانكو بيريز      | 26 يناير 2021             | لا يزال        |              | محمود عباس       | في 10 مارس 2021 أعاد تسليم أوراق اعتماده إلى الرئيس محمود عباس. |

## وصلات خارجية
- الموقع الرسمي